# غيتس براون
غيتس براون (بالإنجليزية: Gates Brown)‏ هو لاعب كرة قاعدة أمريكي، ولد في 2 مايو 1939 في كريستلين في الولايات المتحدة، وتوفي في 27 سبتمبر 2013 في ديترويت في الولايات المتحدة.

## وصلات خارجية
- غيتس براون على موقعبيزبول رفرنس.كوم (الدوري الرئيسي) (الإنجليزية)
- غيتس براون على موقعبيزبول رفرنس.كوم (الدوري الثانوي) (الإنجليزية)